# Taekwondo alla XXVI Universiade
Gli incontri di taekwondo alla XXVI Universiade sono stati disputati dal 18 al 23 agosto 2011 presso il sesto, settimo e ottavo padiglione dello Shenzhen Conference and Exhibition Center di Shenzhen.

## Podi

### Uomini
| Evento              | Oro                                                  | Argento                             | Bronzo                                              |
| fino a 54 kg        | Jerranat Nakaviroj                                   | Hsiu Chia-Lin                       | Erdal Aldemir                                       |
| fino a 54 kg        | Jerranat Nakaviroj                                   | Hsiu Chia-Lin                       | Park Yong-Han                                       |
| fino a 58 kg        | Safwan Khalil                                        | Hadi Mostean                        | Serkan Tok                                          |
| fino a 58 kg        | Safwan Khalil                                        | Hadi Mostean                        | Andrei Rotaru                                       |
| fino a 63 kg        | Umut Bildik                                          | Stevens Barclais                    | Chu Yuan-Chih                                       |
| fino a 63 kg        | Umut Bildik                                          | Stevens Barclais                    | Alfonso Victoria                                    |
| fino a 68 kg        | Kim Hun                                              | Samuel Morrison                     | Idulio Islas                                        |
| fino a 68 kg        | Kim Hun                                              | Samuel Morrison                     | César Marí Puerta                                   |
| fino a 74 kg        | Kim Seon-Uk                                          | Farzad Zolghadri                    | Christos Pilavakis                                  |
| fino a 74 kg        | Kim Seon-Uk                                          | Farzad Zolghadri                    | Fernando Salvador Corral Ortega                     |
| fino a 80 kg        | Mehran Askari                                        | Yunus Sarı                          | Avet Osmanov                                        |
| fino a 80 kg        | Mehran Askari                                        | Yunus Sarı                          | Issam Chernoubi                                     |
| fino a 87 kg        | Park Yong-Hyun                                       | Guilherme Felix                     | Bruak Eski                                          |
| fino a 87 kg        | Park Yong-Hyun                                       | Guilherme Felix                     | Rouhollah Talebi                                    |
| oltre 87 kg         | Arsen Cinaridze                                      | Ali Sarı                            | Balázs Tóth                                         |
| oltre 87 kg         | Arsen Cinaridze                                      | Ali Sarı                            | Rosbelis Despaigne                                  |
| Poomsae individuale | Zhu Yuxiang                                          | Yang Ju-Min                         | Nguyen Dinh Toan                                    |
| Poomsae individuale | Zhu Yuxiang                                          | Yang Ju-Min                         | Ali Nadali                                          |
| Poomsae a squadre   | Corea del Sud An Jae-Seong Jang Jun-Hee Lee Sang-Mok | Cina Guo Fan Zhu Yiang Zhan Wenpeng | Iran Hossein Beheshti Hamid Nazari Armin Akbari     |
| Poomsae a squadre   | Corea del Sud An Jae-Seong Jang Jun-Hee Lee Sang-Mok | Cina Guo Fan Zhu Yiang Zhan Wenpeng | Vietnam Lê Trung Anh Lê Hiếu Nghĩa Nguyễn Đình Toán |

### Donne
| Evento              | Oro                                                 | Argento                                                    | Bronzo                                                       |
| fino a 46 kg        | Anastasija Valueva                                  | Rukiye Yıldırım                                            | Liao Wei-Chun                                                |
| fino a 46 kg        | Anastasija Valueva                                  | Rukiye Yıldırım                                            | Itzel Manjarrez                                              |
| fino a 49 kg        | Aleksandra Lyčagina                                 | Kim Jae-Ah                                                 | Hung Shih-han                                                |
| fino a 49 kg        | Aleksandra Lyčagina                                 | Kim Jae-Ah                                                 | Maeva Coutant                                                |
| fino a 53 kg        | Hatice Kübra Yangın                                 | Laura Urriola                                              | Aziza Chambers                                               |
| fino a 53 kg        | Hatice Kübra Yangın                                 | Laura Urriola                                              | Ivett Gonda                                                  |
| fino a 57 kg        | Marlène Harnois                                     | Hou Yuzhuo                                                 | Ekaterina Musichina                                          |
| fino a 57 kg        | Marlène Harnois                                     | Hou Yuzhuo                                                 | Kim So-hui                                                   |
| fino a 62 kg        | Noh Eun-Sil                                         | Eva Calvo                                                  | Carmen Marton                                                |
| fino a 62 kg        | Noh Eun-Sil                                         | Eva Calvo                                                  | Edina Kotsis                                                 |
| fino a 67 kg        | Guo Yunfei                                          | Furkan Asena Aydın                                         | Woo Seu-Mi                                                   |
| fino a 67 kg        | Guo Yunfei                                          | Furkan Asena Aydın                                         | Seham Sawalhy                                                |
| fino a 73 kg        | Chuang Chia-chia                                    | Park Mi-Yeon                                               | Elena Gómez                                                  |
| fino a 73 kg        | Chuang Chia-chia                                    | Park Mi-Yeon                                               | Anne-Caroline Graffe                                         |
| oltre 73 kg         | Zhang Yongtong                                      | Wiam Dislam                                                | Ol'ga Ivanova                                                |
| oltre 73 kg         | Zhang Yongtong                                      | Wiam Dislam                                                | Tuba Abus                                                    |
| Poomsae individuale | Zhang Jingjing                                      | Mahsa Mardani                                              | Park Ji-Young                                                |
| Poomsae individuale | Zhang Jingjing                                      | Mahsa Mardani                                              | Ollin Medina                                                 |
| Poomsae a squadre   | Corea del Sud Cho Sung-Yae Jung Seu-Min Kang Yu-Jin | Iran Nastaran Maleki Mahsa Mardani Golsoum Mollamadadkhani | Cina Zhan Qi Zhang Jingjing Zhu Mengxue                      |
| Poomsae a squadre   | Corea del Sud Cho Sung-Yae Jung Seu-Min Kang Yu-Jin | Iran Nastaran Maleki Mahsa Mardani Golsoum Mollamadadkhani | Vietnam Nguyễn Thị Lệ Kim Nguyễn Thị Thu Ngân Châu Tuyết Vân |

### Misti
| Evento           | Oro                                 | Argento                                   | Bronzo                                  |
| Poomsae a coppie | Corea del Sud Lee Jin-Ho Kang Su-Ji | Vietnam Nguyễn Thị Thu Ngân Lê Hiếu Nghĩa | Germania Claudia Beaujean Thomas Sommer |
| Poomsae a coppie | Corea del Sud Lee Jin-Ho Kang Su-Ji | Vietnam Nguyễn Thị Thu Ngân Lê Hiếu Nghĩa | Messico Gerardo García Ollin Medina     |

## Medagliere
| Posizione | Paese         |    |    |    | Totale |
| --------- | ------------- | -- | -- | -- | ------ |
| 1         | Corea del Sud | 7  | 3  | 4  | 14     |
| 2         | Cina          | 4  | 2  | 1  | 7      |
| 3         | Russia        | 3  | 0  | 3  | 6      |
| 4         | Turchia       | 2  | 4  | 4  | 10     |
| 5         | Iran          | 1  | 4  | 3  | 8      |
| 6         | Taipei Cinese | 1  | 1  | 3  | 5      |
| 7         | Francia       | 1  | 1  | 2  | 4      |
| 8         | Australia     | 1  | 0  | 1  | 2      |
| 9         | Thailandia    | 1  | 0  | 0  | 1      |
| 10        | Spagna        | 0  | 2  | 2  | 4      |
| 11        | Vietnam       | 0  | 1  | 3  | 4      |
| 12        | Marocco       | 0  | 1  | 1  | 2      |
| 13        | Brasile       | 0  | 1  | 0  | 1      |
| 13        | Filippine     | 0  | 1  | 0  | 1      |
| 15        | Messico       | 0  | 0  | 6  | 6      |
| 16        | Ungheria      | 0  | 0  | 2  | 2      |
| 17        | Canada        | 0  | 0  | 1  | 1      |
| 17        | Cipro         | 0  | 0  | 1  | 1      |
| 17        | Cuba          | 0  | 0  | 1  | 1      |
| 17        | Egitto        | 0  | 0  | 1  | 1      |
| 17        | Germania      | 0  | 0  | 1  | 1      |
| 17        | Moldavia      | 0  | 0  | 1  | 1      |
| 17        | Stati Uniti   | 0  | 0  | 1  | 1      |
| Totale    | Totale        | 21 | 21 | 42 | 84     |